# Coroană galactică

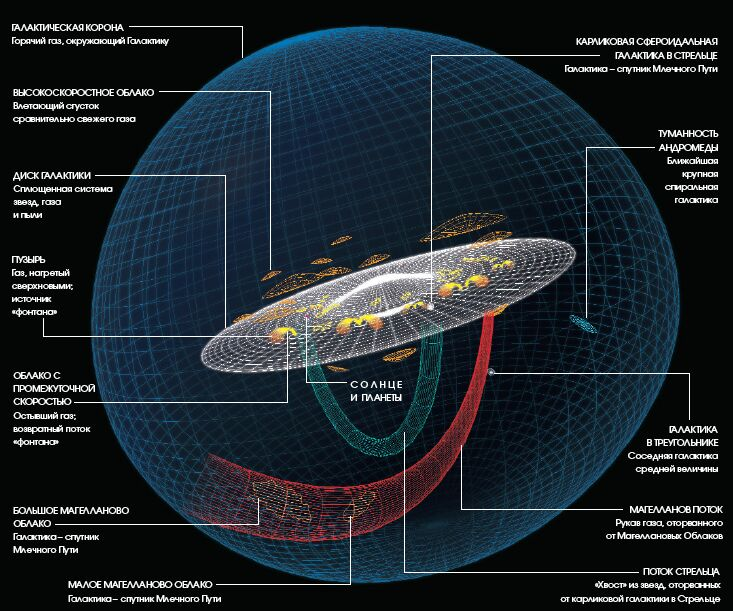
În imagine este reprezentată o coroană galactică, care a fost utilizată începând cu primul deceniu al secolului al XXI-lea.

Termenii coroană galactică și coroană gazoasă sunt utilizați începând cu primul deceniu al secolului al XXI-lea pentru descrierea unei componente a haloului galactic al Căii Lactee constituite din gaz cald ionizat. Acești termeni pot să se aplice și unui corp similar constituit din gaz foarte rar și foarte cald în haloul oricărei galaxii spirale.
Acest gaz coronal poate proveni dintr-o fântână galactică, în care superbule de gaz ionizat provenind din resturi de supernove se dilată prin hornuri galactice până în halou. La răcirea sa, gazul se retrage spre discul galactic sub efectul forței de gravitație. 